# George Odger

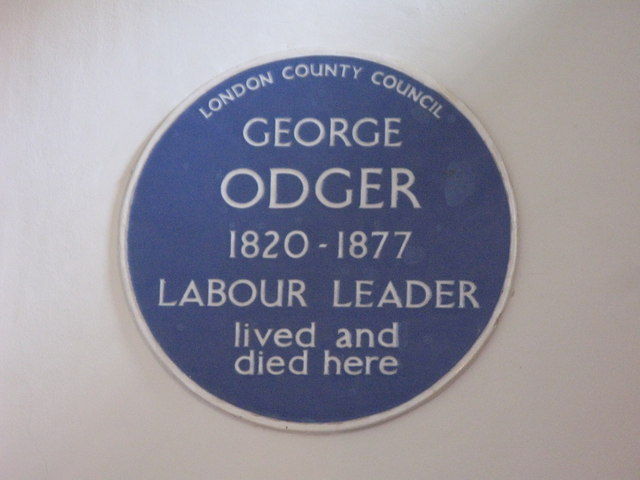
Placa conmemorativa de su domicilio en Londres, St. Giles High Street.

George Odger (Roborough, Devon, 1814 - 4 de marzo de 1877) fue un líder del movimiento obrero británico e internacional.
De profesión zapatero, en su juventud fue cartista y uno de los pioneros de las Trade Unions. Encabezó el London Trades Council durante el periodo de formación del Trades Union Congress. Fue el primer presidente de la Primera Internacional (1864), dimitiendo en 1871 por sus desavenencias con Karl Marx. Fue una de las figuras más importantes del minoritario movimiento republicano británico de las décadas de 1860 y 1870.

## Biografía
Tras iniciar su actividad profesional en Devon, emigró a Londres en busca de trabajo. Allí se incorporó a la Ladies Shoemakers' Society. En 1859 se destacó en la huelga de la construcción, y al año siguiente 
estuvo entre los fundadores del London Trades Council, llegando a ser su secretario entre 1862 y 1873; a pesar de lo cual continuó trabajando en su oficio (al contrario que otros que ocuparon ese cargo). También en 1862 fue nombrado secretario de la Manhood Suffrage and Vote by Ballot Association. En 1863, convenció a The Bee-Hive de la conveniencia de dejar de apoyar al bando confederado de la Guerra de Secesión.
También en 1863 asistió a un encuentro internacional de trabajadores en Francia, y en 1864 asistió a la fundación de la Asociación Internacional de Trabajadores (Primera Internacional), de la que fue nombrado su primer presidente. En 1866, representó al London Trades Council en la primera conferencia de la United Kingdom Alliance of Organised Trades. En 1867 se afilió a la Conference of Amalgamated Trades.
Se asoció a la publicación Workman's Advocate, órgano de la Internacional y de la Reform League. Fue editor de Commonwealth entre 1866 y 67.
Fue candidato liberal-laborista a la Cámara de los Comunes por el distrito de Southwark en las elecciones de 1870 y 1874. Participó en la Land and Labour League.
Recibió este elogio fúnebre de Henry James:

The element of the grotesque was very noticeable to me in the most marked collection of the shabbier English types that I had seen since I came to London. The occasion of my seeing them was the funeral of Mr. George Odger, which befell some four or five weeks before the Easter period. Mr. George Odger, it will perhaps be remembered, was an English Radical agitator of humble origin, who had distinguished himself by a perverse desire to get into Parliament. He exercised, I believe, the useful profession of a shoemaker, and he knocked in vain at the door that opens but to the refined. But he was a useful and honourable man, and his own people gave him an honourable burial.